# Nintendo Game & Watch

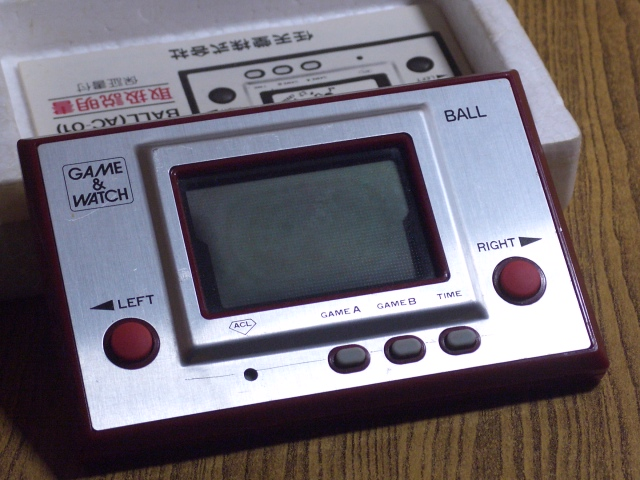
Game & Watch Ball

Game & Watch (вимовляється гейм енд вотч) — серія портативних електронних ігор з сегментованим рідкокристалічним (РК) екраном. Серія була створена розробником ігор Гунпеєм Йокої в компанії Nintendo, ігри випускалися з 1980 по 1991 рік. Більшість пристроїв дозволяли грати тільки в одну гру — це обмеження було викликане використанням сегментованого РК-екрану. На багатьох іграх були кнопки «Гра A» і «Гра B», причому гра B зазвичай була просто швидшою і складнішою версією гри A. Швидкість гри і швидкість відгуку теж були обмежені швидкістю зміни стану індикатора. Також пристрій містив годинник і будильник.
Game & Watch працювали від батарейок-«таблеток»; з серії LR4x/SR4x використовувалися батарейки мінімальної висоти.
Пристрій з'явився завдяки тому, що Гунпей Йокої, подорожуючи потягом сінкансеном, зауважив знудженого бізнесмена, який намагався розважити себе, натискаючи кнопки калькулятора. Yokoi тоді прийшла в голову ідея маленької ігрової машинки, яка може використовуватися як годинник і дозволить коротати час.

## Серії
Випускалися різні моделі і варіанти ігор, деякі з пристроїв мали два екрани і дизайн у вигляді «розкладачки».
В дужках зазначена дата виходу першої моделі в серії на японському ринку.
| Модель                 | Дата виходу     | Випущено моделей |
| ---------------------- | --------------- | ---------------- |
| Silver                 | 24 квітня 1980  | 5                |
| Gold                   | 27 січня 1981   | 3                |
| Wide Screen            | 19 червня 1981  | 10               |
| New Wide Screen        | 26 вересня 1982 | 8                |
| Multiscreen            | 28 травня 1982  | 15               |
| Color Screen Table Top | 28 квітня 1983  | 4                |
| Panorama Screen        | 30 серпня 1983  | 6                |
| Super Color            | 7 лютого 1984   | 2                |
| Micro Vs. System       | 31 липня 1984   | 3                |
| Crystal Screen         | червня 1986     | 3                |
| Mini Classics          | 1998            | 40+              |
| Donkey Kong            |                 |                  |

Існувало 60 різних ігор Game & Watch, 59 з яких були випущені для продажу, і одну можна було отримати тільки як приз. Призова гра вручалася переможцям змагання F-1 Grand Prix Tournament в Японії - версія гри Super Mario Bros в жовтому кольорі, в пластиковій коробці, зробленій за зразком Диск-куна, маскота Famicom Disk System. Оскільки було вироблено тільки 10 000 примірників і вона ніколи не була в продажу, ця версія гри стала вважатися рідкісною.
Останньою грою серії стала Mario the Juggler, випущена в 1991 році.

## Містер Game & Watch
Містер Game & Watch є талісманом серії Game & Watch; вперше з'явився у грі Ball в серії Game & Watch. Створенням персонажів у перших трьох іграх займався сам Гунпей Йокої, але незабаром він помітив художні здібності в одного з членів своєї команди — молодого співробітника Nintendo Макото Кано, і вигляд більшості наступних ігор і персонажів вже належали йому. При створенні чергового персонажа Кано надихався, спостерігаючи за паном Огава, співробітником команди розробників. За спогадами очевидців, він володів почуттям гумору і сам був смішною людиною. Багато його рухів були перейняті Кано і втілені в рухи персонажів ігор.
Містер Game & Watch не розмовляє в іграх, замість цього видаючи характерне попискування, на яке були здатні ігри Game & Watch. Сам персонаж є двовимірним і має дуже обмежену анімацію, пов'язану з особливостями РК-екранів, які застосовувалися в Game & Watch. У грі Super Smash Bros. Brawl основна сюжетна лінія передбачає, що містер Game & Watch складається з первинної речовини і тому може набувати будь-якої форми. Через це містер Game & Watch не має уявлень про добро і зло.

## Вплив на індустрію електронних ігор

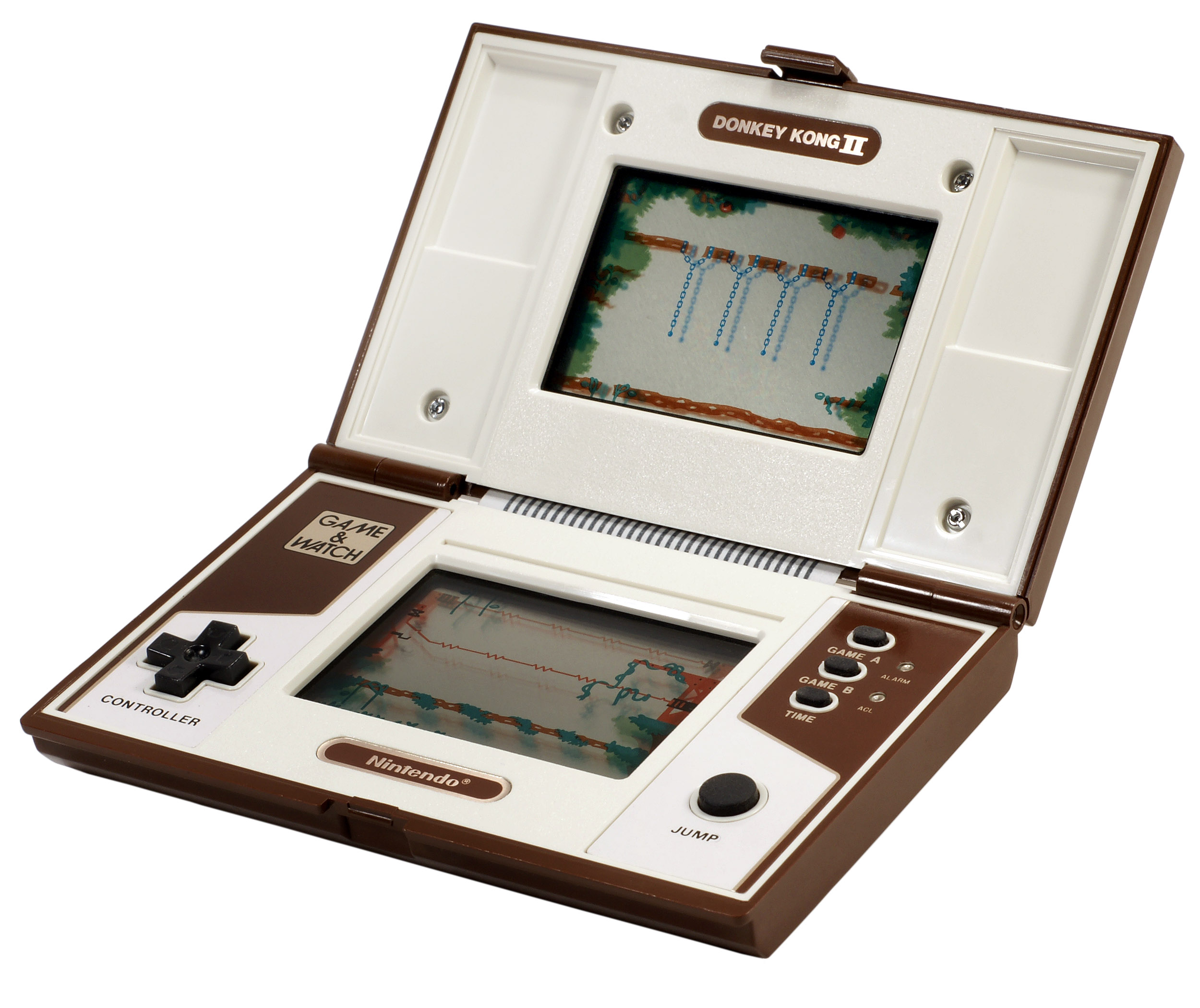
Game & Watch Donkey Kong II. Подібний дизайн згодом вплинув на вигляд портативної консолі Nintendo DS

Серія Game & Watch зробила портативні ігрові пристрої надзвичайно популярними. Багато компаній-виробників іграшок пішли шляхом Nintendo, запропонувавши свої серії, наприклад, Star Wars компанії Tiger Electronics.
У той час ігрові контролери домашніх систем (таких як Atari 2600) призначалися в основному під праву руку гравця. У серії Game & Watch вперше була застосована схема управління з координатним D-pad під ліву руку і кнопками дій під праву. Такий підхід пізніше був перенесений спочатку в ігровий контролер Nintendo Entertainment System, а потім скопійований у контролери практично всіх ігрових консолей.
Дизайн «розкладачки» мультиекранних ігор серії був пізніше використаний при розробці Nintendo DS.

## Перевидання ігор
Гра Game & Watch були випущені в 1997-2002 роках в серії Game & Watch Gallery у вигляді картриджів для Game Boy Color і Game Boy Advance.
Також планувалося перевидати всі ігри серії Game & Watch у вигляді набору карток для e-Reader — спеціального пристрою для портативної консолі Game Boy Advance, проте з них вийшли тільки чотири, і продавалися вони тільки в комплекті з e-Reader.
Пізніше кращі ігри серії були перевидані і на Nintendo DS.

## Радянські клони
В СРСР під маркою «Електроніка» випускалася серія електронних ігор, що були по суті близькими клонами і варіаціями серії Game & Watch. Наприклад, ігри «Міккі Маус», «Ну, постривай!», «Полювання» повторювали Nintendo EG-26 Egg, «Таємниці океану» — Nintendo OC-22 Octopus, «Веселий кухар» — Nintendo FP-24 Chef.